# 百度卫士
百度卫士是百度继百度杀毒之后，推出的另一款应用于Windows操作系统的安全辅助软件，功能包括：电脑加速、系统清理、木马查杀和软件管理等。该软件向用户承诺，软件不会破坏用户的计算机数据、亦不会获取用户隐私或对用户进行监视。
根据网友反映，百度卫士有强制自动安装的流氓行为。网民在通过百度搜索引擎搜索软件时，百度返回的结果中排在第一的往往不是该软件的官方网站，而是百度的软件中心。用户点击“高速下载”按钮后，就会被强制安装百度卫士和百度杀毒，且在Windows控制面板的“程序与功能”下应用程序列表中无法找到这两款软件，只能在软件安装的目录下启动卸载程序。在卸载过程中，程序会弹出一些误导用户的选项阻止用户将其卸载。即使用户正确选择了卸载选项也会有无法删除的文件和注册表项残留在系统当中。
2018年11月21日，百度宣布百度杀毒与百度卫士下线。